# Mosquée El Ichbili

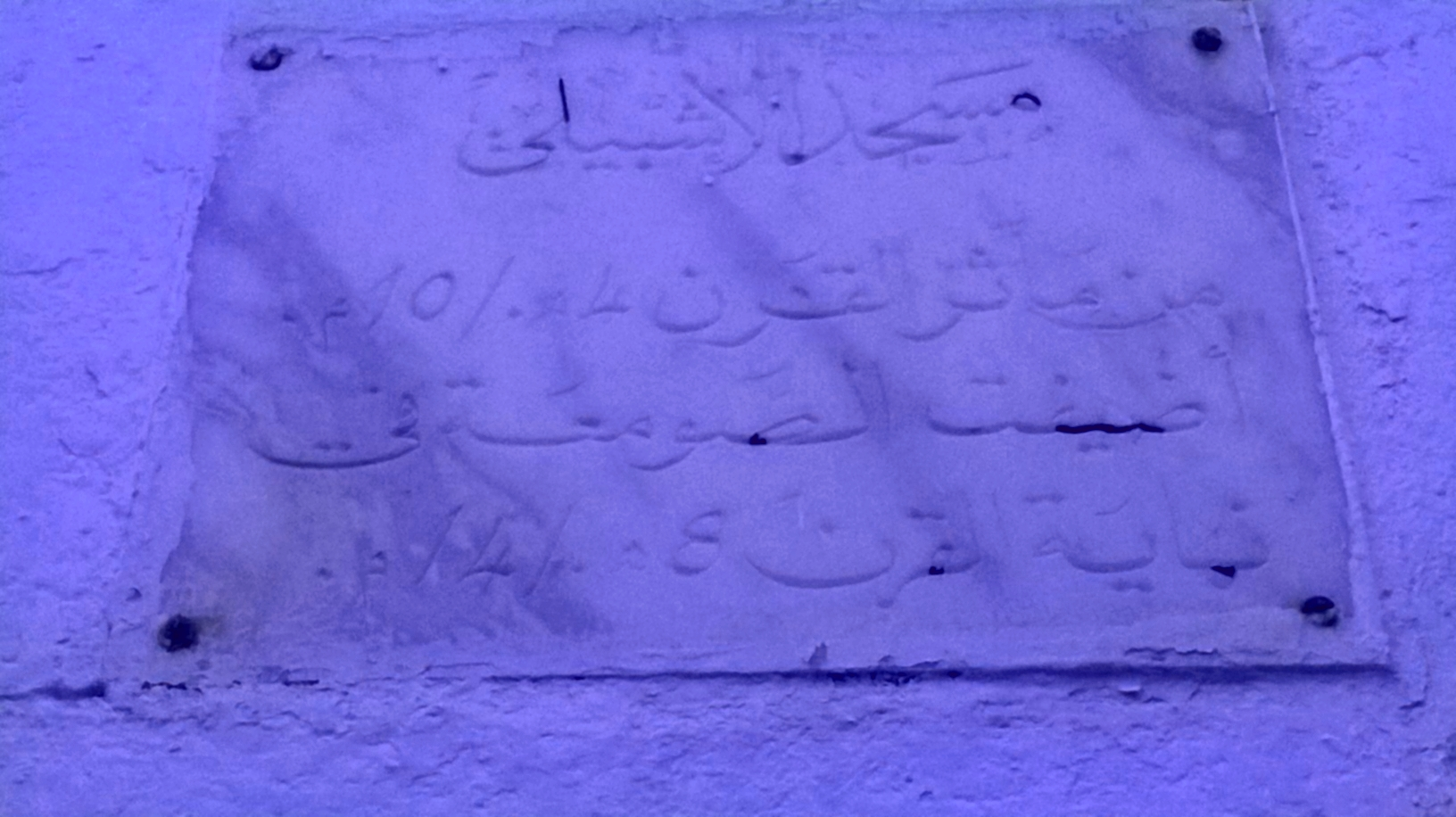
Plaque commémorative de la mosquée

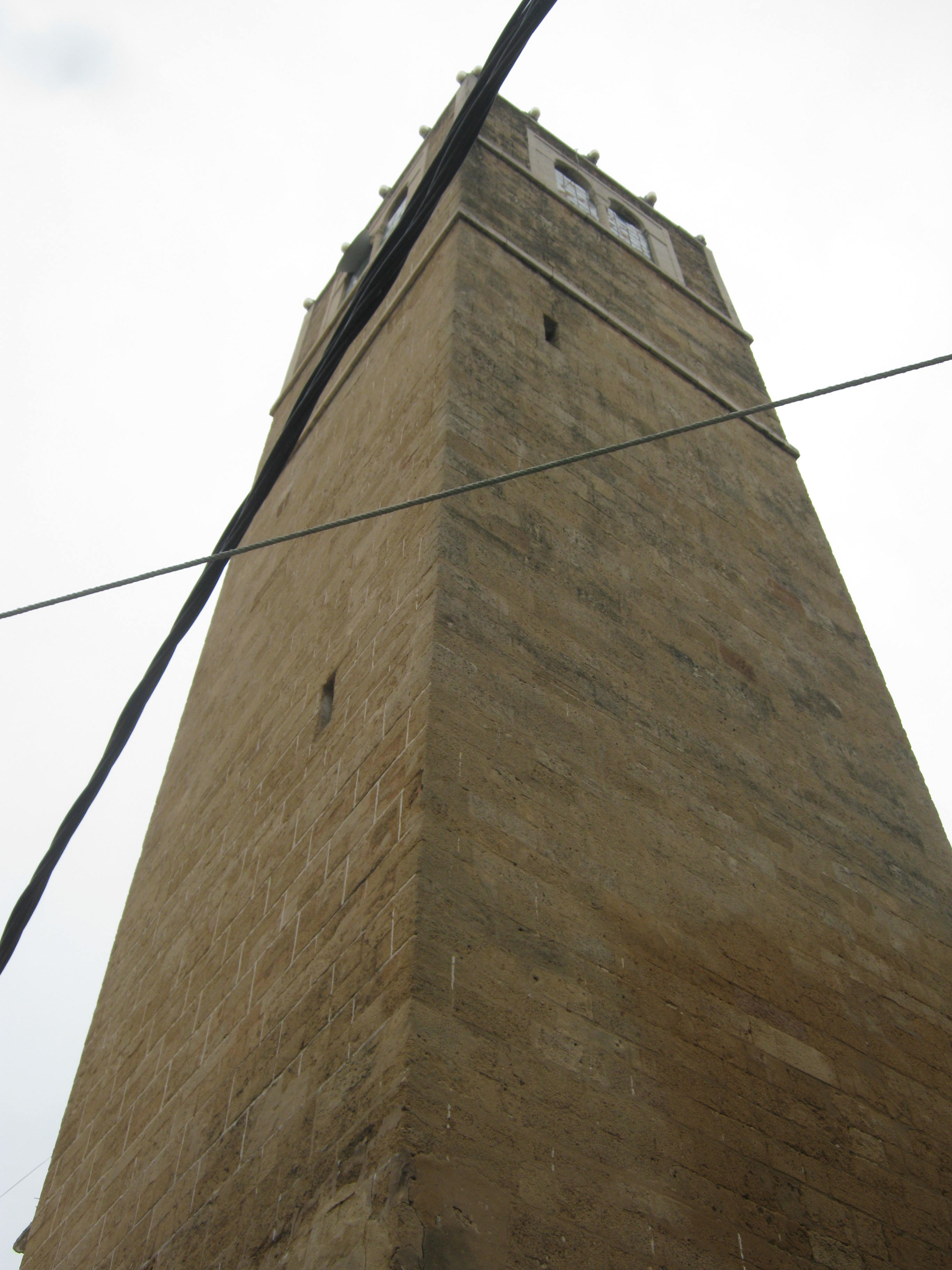
Minaret de la mosquée El Ichbili

La mosquée El Ichbili (« Le Sévillan » en arabe) est une mosquée tunisienne de la médina de Tunis, située à l'angle des rues Bach Hamba et du Trésor, en face du souk El Blat.

## Description
La mosquée, construite au Xe siècle, présente une large façade percée de trois portes. Son minaret ajouté au XIVe siècle se distingue par son aspect imposant et ses lignes sobres.